# Une femme et deux enfants à la fontaine
Une femme et deux enfants d'une fontaine est un dessin préparatoire pour le tableau Les Pauvres à la fontaine de Francisco de Goya. Le peintre aragonais utilisa ces deux compositions pour la Fabrique Royale de Tapisserie de Santa Barbara afin de produire des tapisseries pour les appartements royaux. 
Les esquisses de Goya furent vendues aux ducs d'Osuna en 1798, peut-être comme marque de reconnaissance comme clients. Des années plus tard, elles furent achetées par l'antiquaire Lafora puis par la collection de musée Thyssen-Bornemisza. 

## Analyse
Il existe de nombreuses différences entre l'esquisse et le tableau final, en particulier des taches et des coups de pinceau rapides sont typiques de Goya pour les petites peintures. 
Bien que le tableau final représente une scène d'hiver, rien dans l'esquisse n'indique la saison. Dans la toile finale Goya ajouta un arbre aux branches nues et des personnages semblent avoir froid, comme un garçon protégeant ses mains du mauvais temps. 
Goya a également supprimé la troisième cruche et modifia le décor. 
Des études récentes indiquent que le Maçon blessé, en référence au décret du roi Charles III d'Espagne pour protéger les travailleurs d'accidents du travail.
Le peintre traite délicatement les personnages avec des coups de pinceau légers et dynamiques. Les vêtements des enfants ont été réalisés avec autant de soin que les visages, notamment sur les lacets des enfants et dans le rendu de la lumière.